# Чубак довгохвостий
Чубак довгохвостий (Ptiliogonys caudatus) — вид горобцеподібних птахів родини чубакових (Ptiliogonatidae).

## Поширення
Вид поширений у гірських районах Коста-Рики та Панами.

## Опис
Птах завдовжки 20-24,4 см, з яких половина припадає на хвіст. Вага тіла 37 г. Обличчя, груди, спина та крила блакитно-сірого кольору. Махові пера червонуваті. Голова оливкова. Черево світло-сіре. Підхвістя золотисто-жовтого забарвлення. Довгий хвіст чорно-білий.

## Спосіб життя
Мешкає у гірських дощових лісах та субальпійських регіонах. Живляться фруктами і ягодами.
Це моногамні птахи, які розмножуються з квітня по червень. Гніздо будує серед гілок дерев. У будівництві гнізда, насиджуванні та беруть догляді за пташенятами беруть участь обидва батьки. У гнізді 1-3 яйця білого кольору з рожевими цятками. Інкубація триває два тижня. Через 25 днів пташенята стають здатними до польоту.